# 大正大震災大火災
『大正大震災大火災』（たいしょうだいしんさいだいかさい）は、1923年に大日本雄辯會・講談社が編集・発行した、関東大震災に関するベストセラー。関東大震災後の出版業界に多大な影響を与えた。

## 概要
1923年9月1日に発生した大正関東地震によって出版業界も大きな打撃を受けたなかで、わずか1か月の間に企画、編集、発売された。奥付には、同年9月27日印刷、10月1日発行と記されている。印刷・発行部数については、初版30万部・合計40万部など、関係者によって様々な数字がある。
表紙には横山大観によって地震火災の絵が描かれている。中には80頁にわたって関東大震災の惨状を写した写真が掲載されているほか、300頁にわたって震災の被害状況などに関する本文記事が書かれている。

## 出版・流通
迅速な出版は、様々な要素が重なることによって実現した。まず、印刷は、震災の被害にもかかわらず、博文館印刷所（共同印刷の前身）で行うことができた。また、編集には、当時社内で創刊準備中であった『キング』の編集部員を動員することができた。さらに、紙についても、本文用紙は王子製紙から調達し、写真用のアート紙は他社用の輸入紙を使うことができた。
出来上がった本の発送については、震災の影響により書籍としての荷造りが困難であったため、鉄道省と交渉し、書籍並の料金を払うが荷造りは雑誌並の簡易な体裁で良いとの許可を得て、雑誌扱いの書籍として輸送された。当時は、雑誌と書籍で流通経路が異なり、雑誌の販売網は書籍よりも充実していたので、販売部数が増加する一因となった。
この本の成功によって、雑誌の流通経路での書籍販売が恒常化していき、書籍と雑誌を同じ流通経路を通じて販売するという諸外国に見られない出版流通体制の成立につながることとなった。また、雑誌同様に書籍が大量に販売されるようになり、後の円本ブームの一因ともなった。